# NaturZoo Rheine

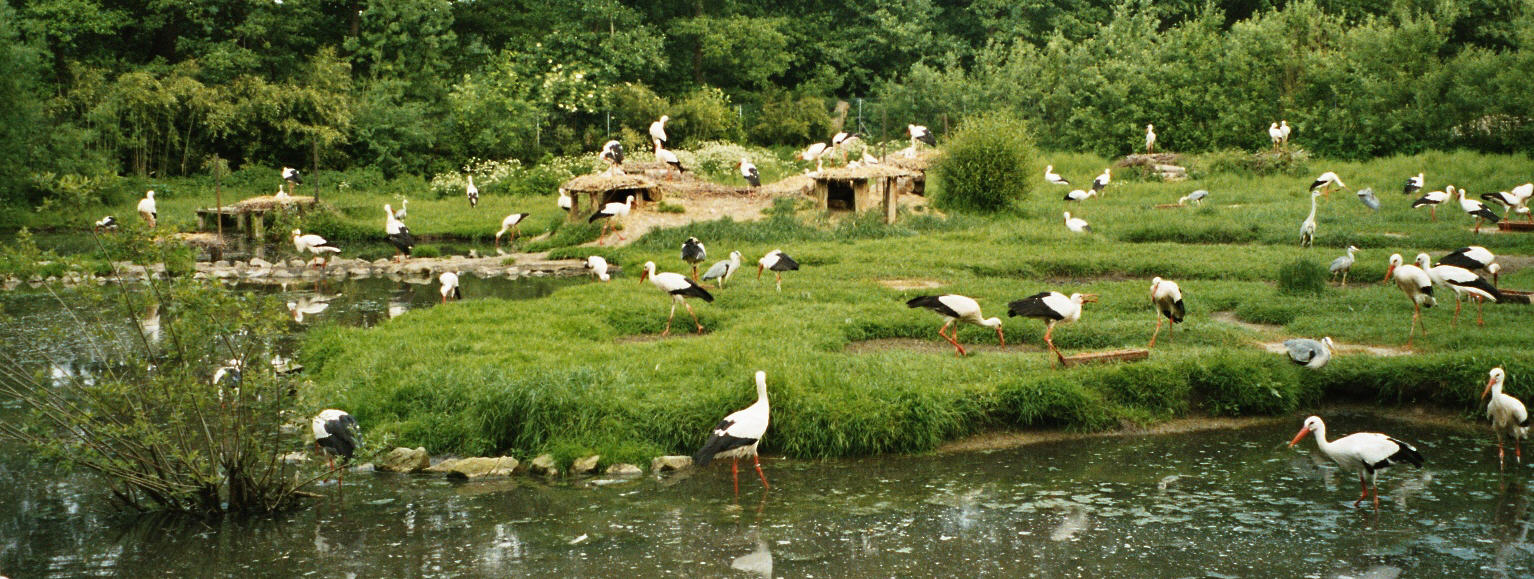
Ooievaarreservaat

NaturZoo Rheine is de dierentuin van de Duitse stad Rheine in de deelstaat Noordrijn-Westfalen, die een grootte van 13 hectare heeft. In de dierentuin worden ongeveer 93 diersoorten gehouden. NaturZoo Rheine is vooral bekend om de collectie watervogels en primaten.

## Geschiedenis
De NaturZoo Rheine werd in 1936 geopend. In de eerste jaren richtte de dierentuin zich met name op inheemse diersoorten, hoewel van het begin er al enkele apensoorten werden gehouden. Vanaf 1965 begon NaturZoo Rheine zich meer op exotische diersoorten te richten.

## Beschrijving

### Primaten
NaturZoo Rheine heeft de grootste groep gelada's van Europa. De dierentuin, die stamboekhouder is van deze dieren, houdt 2 groepen gelada's. Deze Ethiopische baviaansoort deelt zijn verblijf met manenschapen. Verder heeft de dierentuin ook een grote groep berberapen, die in een verblijf leven waar de bezoekers doorheen kunnen lopen. Andere primaten in NaturZoo Rheine zijn baardapen en enkele soorten maki's en klauwapen.

### Watervogels
Tot NaturZoo Rheine behoort een ooievaarreservaat waar parkooievaars samen leven met wilde soortgenoten. Verder heeft de dierentuin een drietal volières met watervogels waar de bezoeker doorheen kan lopen:
- een volière met steltlopers uit het gebied van de Waddenzee;
- een volière met ibissen, roze lepelaars en reigers uit tropisch Amerika;
- een volière met humboldtpinguïns en incasterns.

Andere watervogels in NaturZoo Rheine zijn flamingo's en verschillende soorten eendachtigen.

### Andere diersoorten
Naast primaten en watervogels heeft NaturZoo Rheine nog verschillende andere dieren in de collectie, waaronder Sumatraanse tijgers, chapmanzebra's, lippenberen en goudjakhalsen in een gecombineerd verblijf uit 2009, sneeuwuilen en de grootste kolonie textorwevers buiten Afrika.